# فولکر فینکه
فولکر فینکه (انگلیسی: Volker Finke؛ زاده ۲۴ مارس ۱۹۴۸)